# Radiobilarna, Liseberg
Radiobilarna är en åkattraktion i nöjesparken Liseberg i Göteborg. De första radiobilarna hade premiär på Liseberg redan 1927, men den nuvarande varianten premiärkördes 2010.
Bilarna har haft olika utseende genom åren, men av de nuvarande 36 bilarna är fem stycken målade som polisbilar och resten med olika dekaler med reklam för olika radiostationer. På bilderna från 2006 nedan kan man se dem målade som veteranbilar. Bilarna har bytts ut 6 gånger sedan radiobilarna kom till Liseberg år 1927.

## Radiobilarnas historia
Den första versionen av radiobilarna stod placerad i den södra delen av parken, men flyttades 1933 till den plats där Farfars Bil står idag. 1970 revs radiobilarnas bana eftersom den var sliten och en ny bana byggdes på samma plats. I samband med bygget av Storgatan, Sverige år 1988 revs radiobilarnas bana ännu en gång. En ny bana byggdes som placerades öster om Mölndalsån på området Å Andra Sidan. Radiobilarna fick sin nuvarande placering 1998 när de flyttades till Storgatan och bytte plats med Polketten.

## Bilder

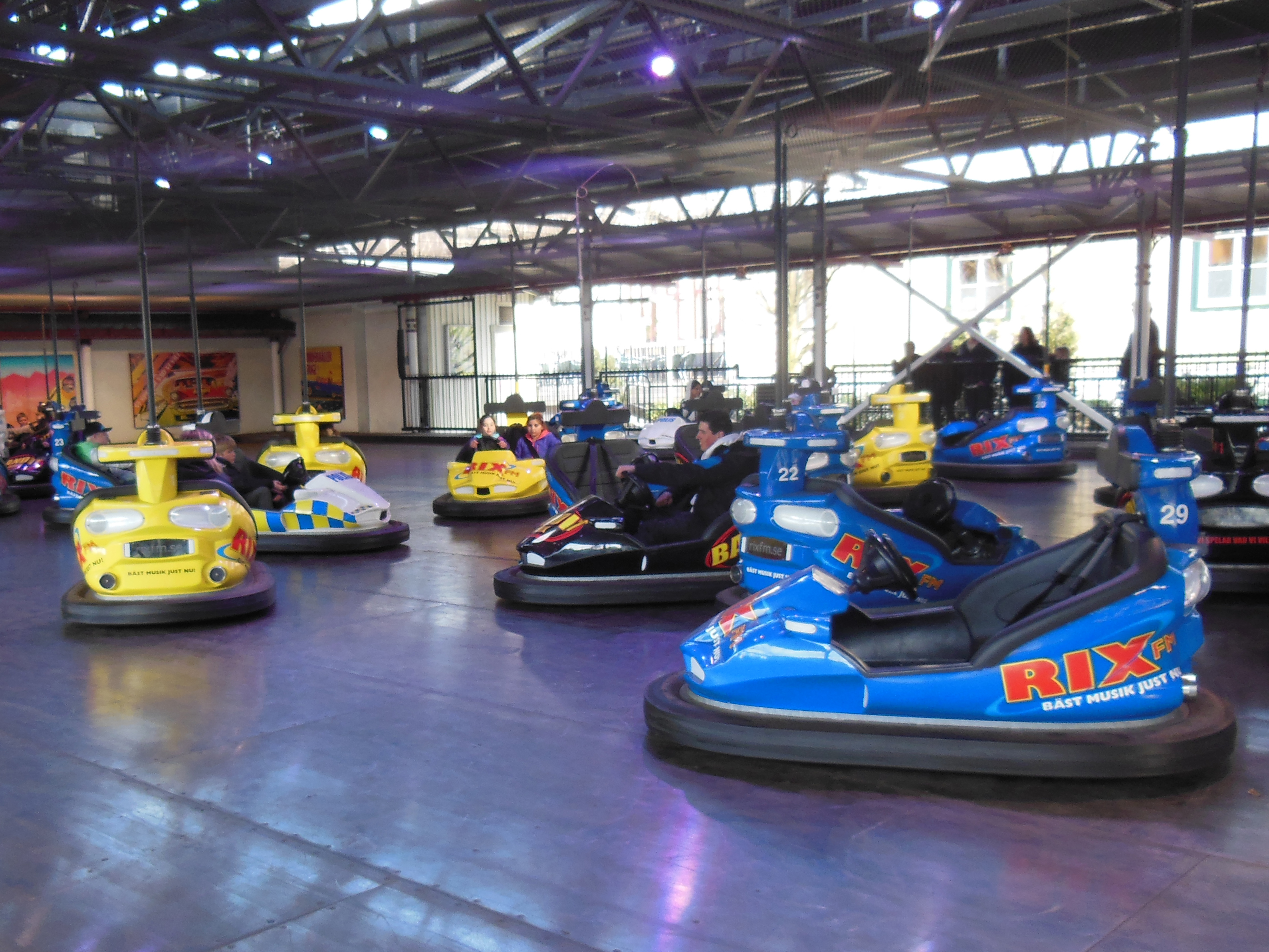
april 2013
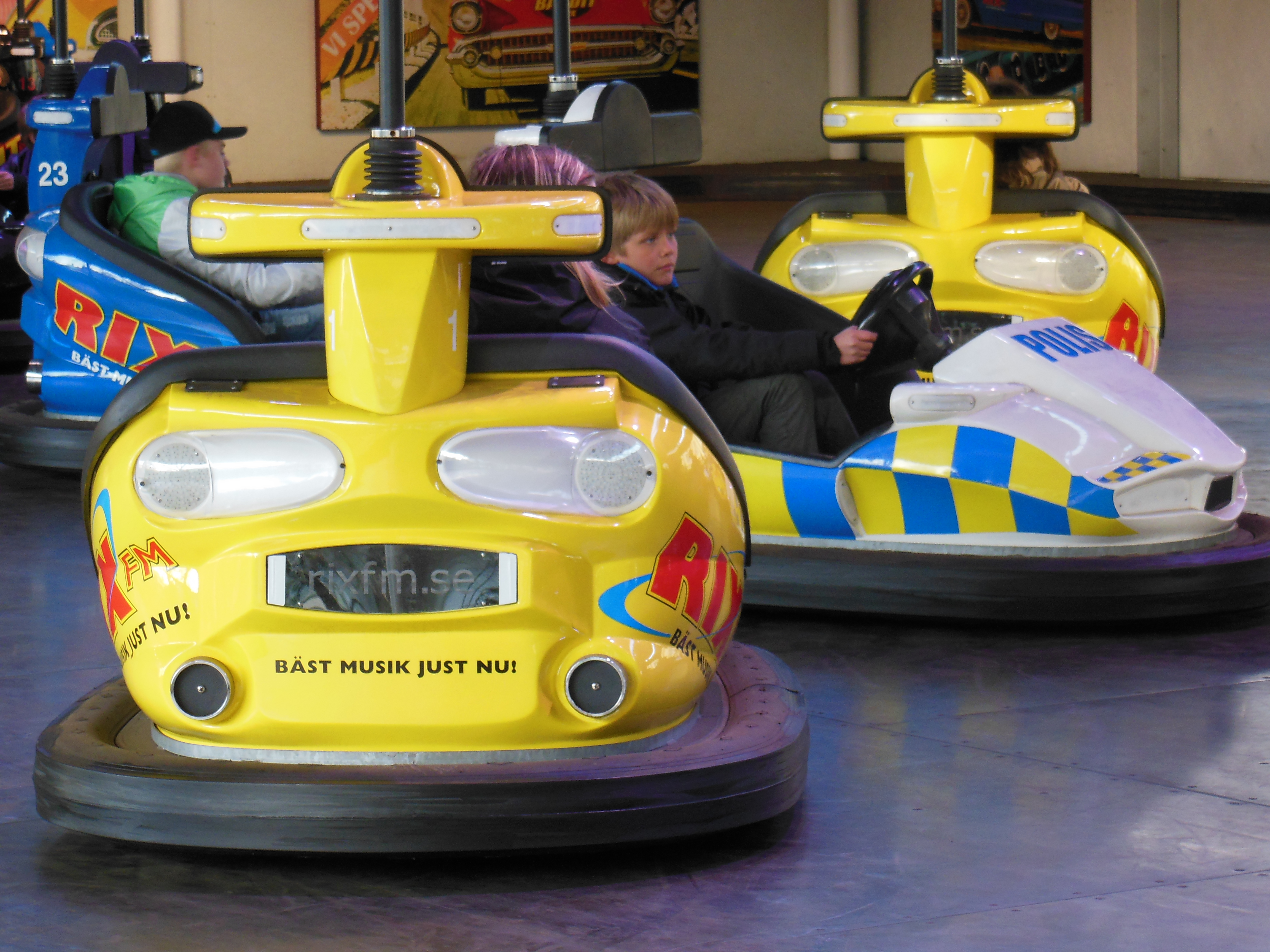
april 2013
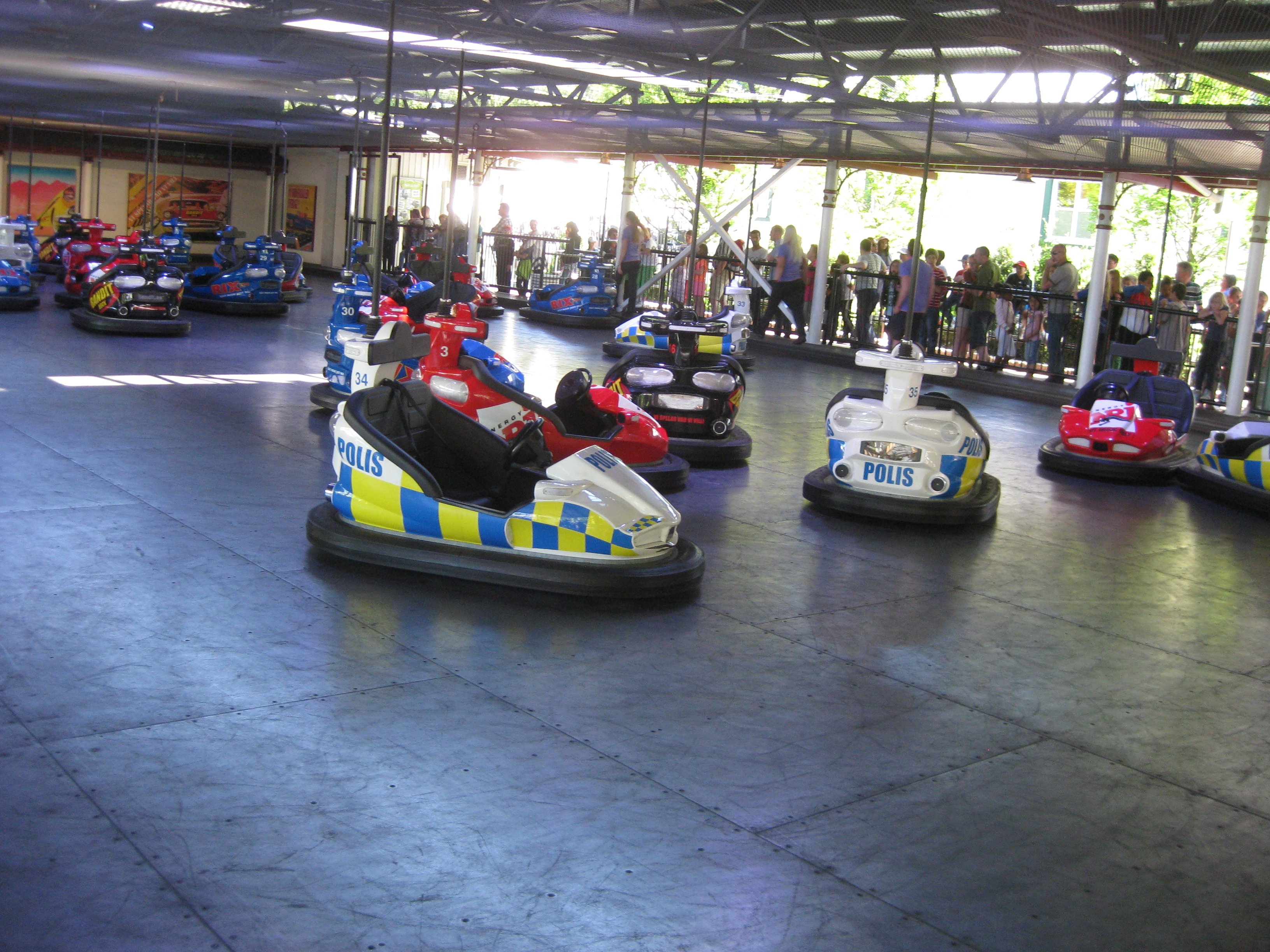
juni 2012
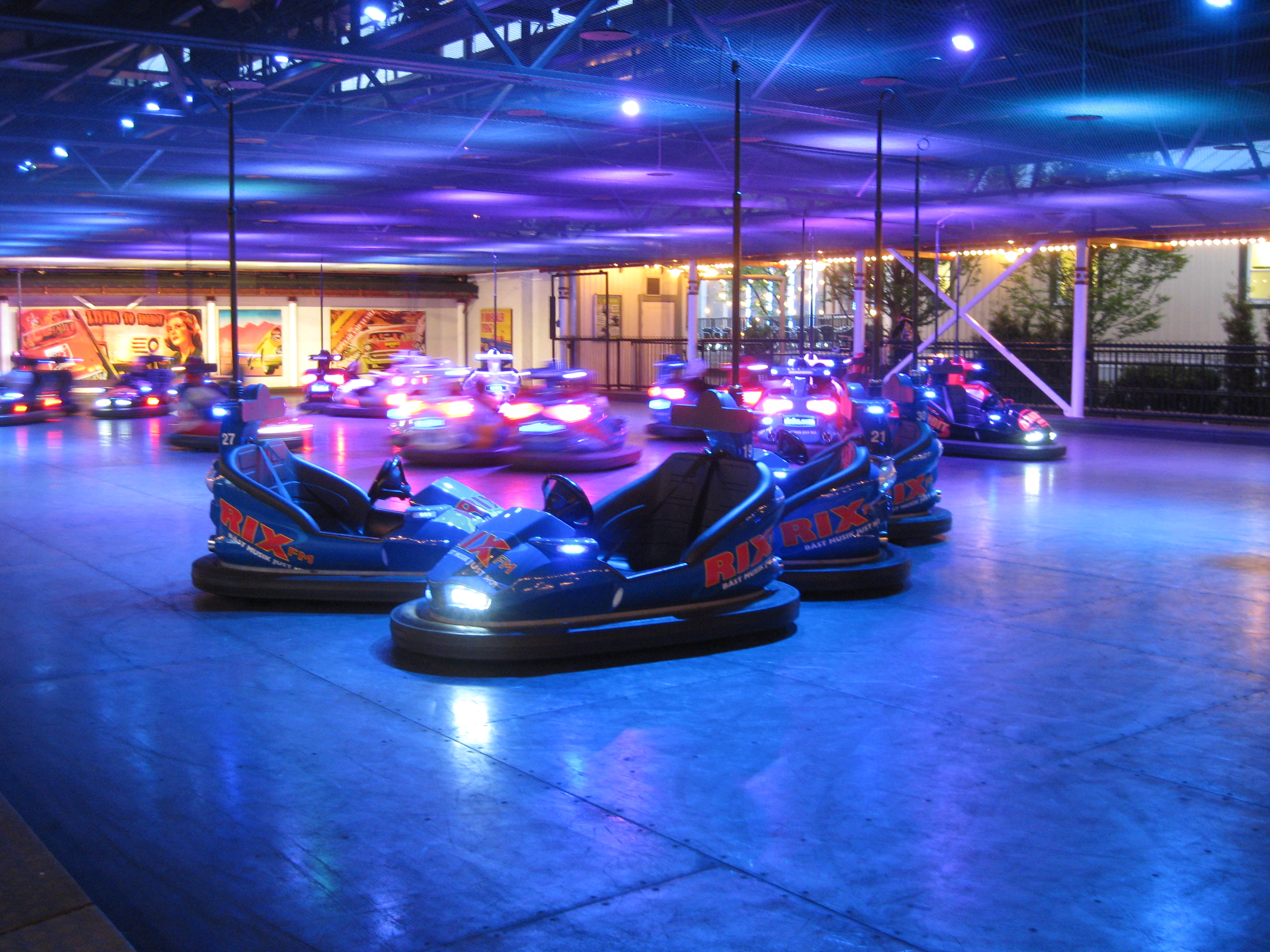
Bilar med Rix FM-dekaler
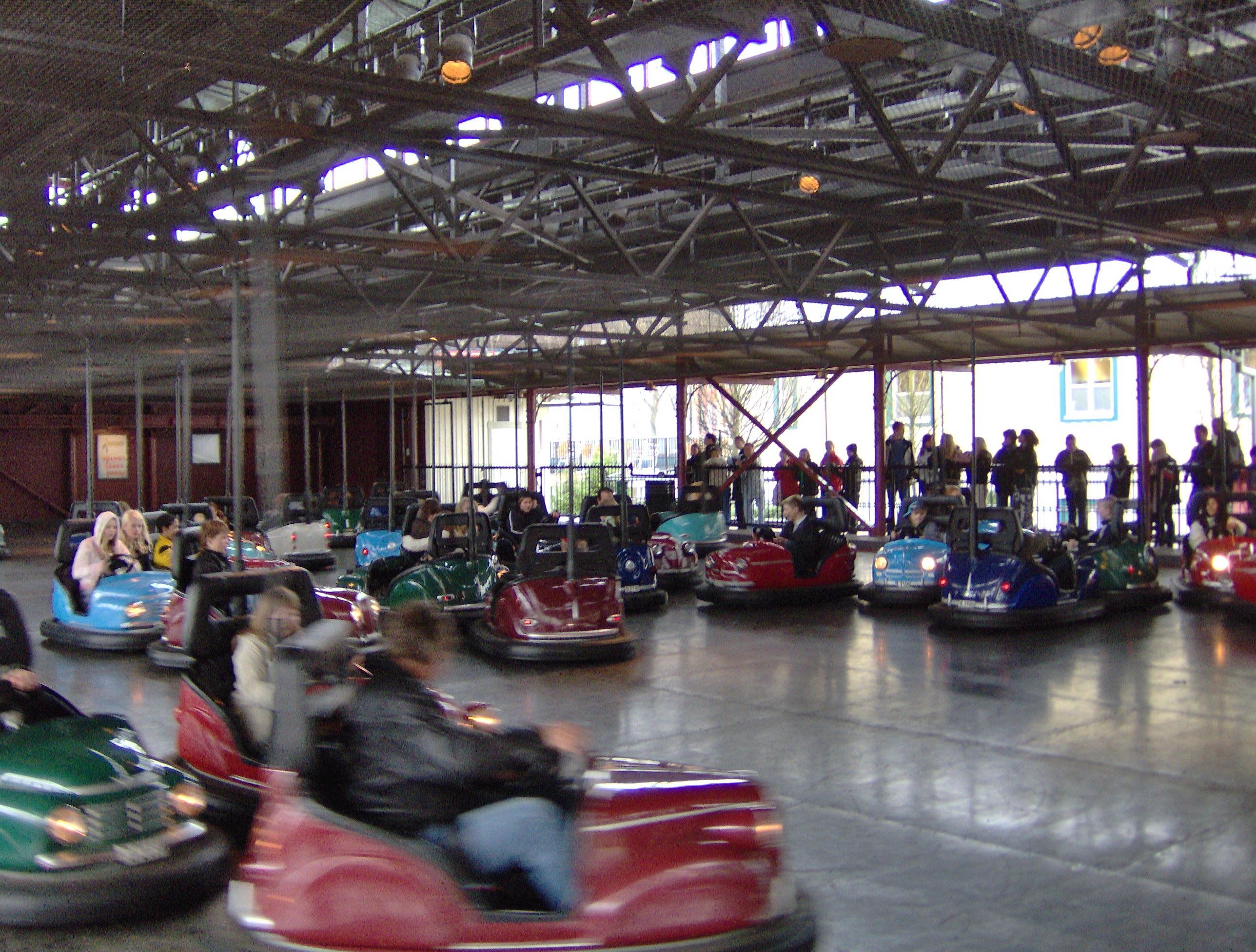
april 2006
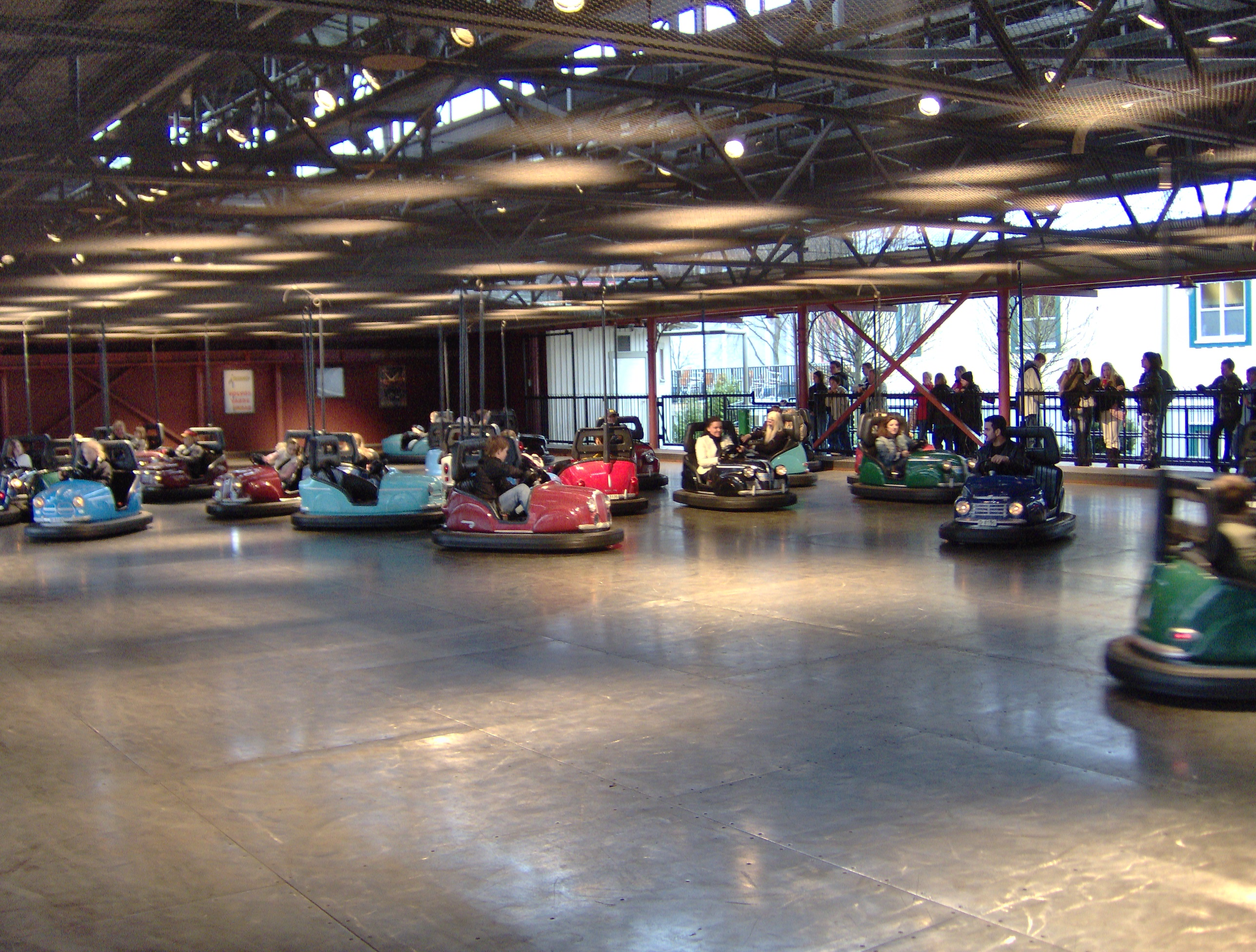
april 2006